# Памятник Толе Балабухе (Мариуполь)
Памятник Толе Балабухе — памятник пионеру-герою в Мариуполе, Донецкая область Украины.

## История
Памятник Толе Балабухе установлен у перекрёстка проспектов адмиралов Нахимова и Лунина в Приморском районе города. Построен на деньги, заработанные учащимися мариупольской средней школы № 31.
Торжественная закладка монумента на месте гибели пионера состоялась 1 июня 1965 года — в День защиты детей. В канун 50-летия Великой Октябрьской социалистической революции — 5 ноября 1965 года, состоялось открытие памятника: со стелы из серого гранита вырывается фигура мальчика в красном галстуке. Постамент памятника выполнен из тёмного гранита, у его основания расположена наклонённая памятная доска с надписью: «На этом месте 10 сентября 1943 г. погиб пионер АНАТОЛИЙ БАЛАБУХА участвуя в освобождении родного города от немецко-фашистских захватчиков». В верху стелы слова: «ПИОНЕРУ-ГЕРОЮ». Автором и скульптором памятника стал учитель истории СШ № 31 Леонард Трофимович Марченко.
Монумент не раз подвергался актам вандализма. В 2010 году была произведена на народные средства его реконструкция. Площадка перед ним выложена тротуарной плиткой, имеется клумба и вазоны с цветами.

## Память
- Улицу, на которой жил Анатолий Балабуха, переименовали в его честь, и теперь она называется улицей Пионера Балабухи.
- Писатель Павел Бессонов написал повесть «Сентябрьское утро», а поэты Николай Берилов и Антон Шапурма — стихи, посвящённые юному герою-пионеру.[5]